# Crotaphytus reticulatus
Crotaphytus reticulatus är en ödleart som beskrevs av  Baird 1858. Crotaphytus reticulatus ingår i släktet Crotaphytus och familjen Crotaphytidae. IUCN kategoriserar arten globalt som sårbar. Inga underarter finns listade i Catalogue of Life.